# Fryšták
Fryšták (in tedesco Freistadtl) è una città della Repubblica Ceca facente parte del distretto di Zlín, nella regione di Zlín.